# Битва при Філіппах
Битва при Філіппах — вирішальна битва громадянської війни 44-42 років до н. е., що відбулась поряд зі стародавнім македонським містом Філіппи між військами цезаріанців (другого тріумвірату) на чолі з Марком Антонієм й Октавіаном Августом і військами республіканців Марка Юнія Брута та Гая Кассія Лонгіна, в якій перемогу здобули тріумвіри.

## Передумови
15 березня 44 року до н. е. в залі сенату був убитий диктатор Гай Юлій Цезар. У змові брали участь близько 60 осіб. Найвідомішими з них були Марк Юній Брут, Гай Кассій Лонгін і Децим Юній Брут.
Марк Юній Брут і Гай Кассій Лонгін знайшли притулок у Македонії, де зібрали вражаючу армію — 19 легіонів (бл. 80 000 чоловік) — і готувалися перетнути Адріатику. Децим Брут, з іншого боку, знайшов притулок у Цизальпійській Галлії, призначеній йому провінції для управління. Після битви при Мутіні (43 до н. е.) ситуація для нього погіршувалася з кожним днем (як через масове дезертирство його легіонерів до Октавіана, так і через те, що до цього часу він був ізольований від інших республіканців), тому Децим Брут вирушив до Македонії, але він був убитий, за наказом Антонія.
Тим часом Антоній і Октавіан, домовившись і розділивши з Лепідом зони впливу на Заході, не турбуючись про морську блокаду Секста Помпея, також перекинули до Греції 19 легіонів[джерело?].

## Маневри перед битвою
Зібравши у своїх провінціях значні сили Кассій і Брут через Геллеспонт переправились на Балкани. Тим часом тріумвіри висунулись в Епір. Оскільки легіони тріумвірату блокували гірські переходи з Фракії до Східної Македонії, війська республіканців відійшли до Філіппів, безуспішно намагаючись оточити авангард цезаріанців. Первинний план Кассія та Брута був очевидним — виснажити противника: він був не на своїй території, був майже відрізаний від шляхів постачання (на морі панував флот республіканців). Однак вони також не могли не розуміти, що армія тріумвірів складається з досвідчених ветеранів Цезаря, які любили свого покійного вождя й жадали помсти, і що вони були дуже грізною силою. Той факт і масове дезертирство солдат підштовхнули республіканців удатись до рішучих дій і вступити до відкритої битви, хоч проти того був найталановитіший з вождів змовників — Кассій.

## Перша битва (3 жовтня)

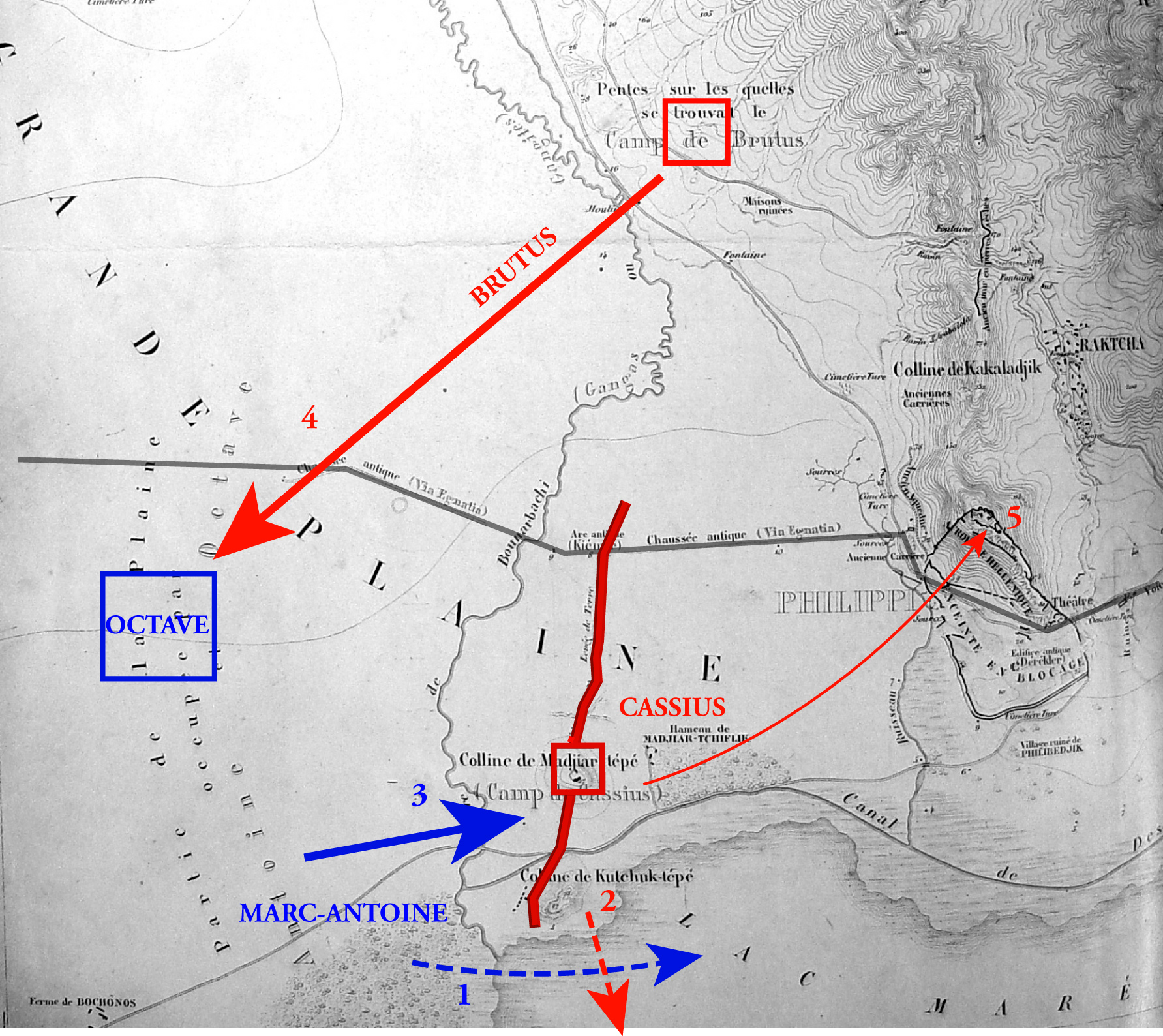
Перший етап битви при Філіпах

Перша битва при Філіппах почалась 3 жовтня. Брут узяв на себе командування правим флангом, а Кассій — лівим. Цезаріанці ніяк не очікували на битву того дня, оскільки займались фортифікаційними роботами, були приголомшені стрімкою атакою противника. Октавіан того дня хворів, і Антоній змушений був командувати армією самотужки. Легіонери Брута обійшли тріумвірів та вдерлись до їхнього табору, розгромивши там три легіони. Становище для цезаріанців було скрутним. Однак Антоній, помітивши, що правий фланг республіканців відірвався від решти військ на відстань, що ускладнювала взаємодію, завдав контрудару в центр і по лівому крилу ворога. Центр встояв, а ось лівий фланг був зім'ятий і відкинутий до табору, куди прорвались легіони Марка Антонія. За не зовсім зрозумілими причинами в той момент Кассій покінчив життя самогубством. Брут плакав над тілом Кассія, називаючи його «останнім з римлян», але заборонив публічну церемонію похорону, щоб не знижувати бойовий дух війська.

## Між битвами
Деякі джерела вважають, що саме вагання Брута перетворили перемогу на поразку. Його нерішучість і небажання переслідували військо тріумвірів, дало їм час часу переформування армії. І тепер, незважаючи на те, що республіканці захопили трьох легіонних орлів, а противник жодного, все ж позиції тріумвірів виглядали більш вигідними, оскільки республіканці залишились без свого головного лідера — Кассія. Брут, звичайно, не міг зрівнятись із ним у здібностях полководця.
Легіонери Кассія перейшли під командування Брута, який вважав за необхідне дотримуватись плану покійного Кассія — затягування війни. У той же час для цезаріанців була набагато вигіднішою вирішальна битва — противник був морально надламаний. Для цього цезаріанці поширювали пропаганду в лавах противника й закликали або перейти на їхній бік, або набратись хоробрості та вступити з ними в бій. Брут, розуміючи, що вагомих аргументів — у тому числі й грошей — у нього немає, вирішив не випробовувати терпець своїх солдат і дати вирішальну битву.

## Друга битва (23 жовтня)
Друга битва при Філіппах 23 жовтня 42 року до н. е. почалася ударом правого крила республіканців і їхнього короткочасного успіху. Однак центр і ліве крило на той момент бездіяли — тоді і стала відчутною відсутність Кассія. З того скористалися Антоній та Октавіан, завдавши нищівного удару по лівому флангу республіканців, намагаючись його обійти. Внаслідок цього лівому крилу довелося рухатися ліворуч, щоб не допустити оточення, а центру війська Брута довелося  розширюватися і слабшати, щоб зайняти простір, залишений переміщенням лівого флангу. Додатковий простір, який був створений між центром Брута та його лівим крилом, був використаний для удару війська тріумвірів, які увійшли, відсунувши центр у бік лівого крила власної лінії, в той час як піхота штовхала його вперед. Центр республіканців також був зім'ятий і рештки армії почали втечу до  табору. Втім, солдати Октавіана досягли воріт табору, перш ніж відступаючі республіканці встигли замкнутися всередині, після чого Брут наклав на себе руки. Усім уцілілим воїнам Брута цезаріанці дарували прощення й зарахування до своєї армії, окрім старших офіцерів і безпосередніх учасників убивства Цезаря.
Успіх, який посміхнувся цезаріанцям, можна пояснити тим, що ворог представив надто неоднорідну і не дуже згуртовану армію, на відміну від тріумвірської, більш однорідної та компактної. Крім того, Антоній був досвідченим стратегом і вмів маневрувати своїм військом.

## Наслідки
Наслідки тієї битви, в якій республіканська ідея Риму була похована, виходять далеко за межі не лише римської, але й усієї стародавньої історії. Перемога цезаріанців забезпечила утворення Римської імперії — світової держави з третиною населення земної кулі.